# Cmentarz żydowski w Wieluniu
Cmentarz żydowski w Wieluniu – kirkut utworzony ok. 1850 roku w Wieluniu.
Cmentarz ma powierzchnię 1,3 ha. Ostatni zanotowany pochówek odbył się w 1940 r. Podczas II wojny światowej hitlerowcy zlikwidowali cmentarz. Macewy użyto do budowy dróg i basenu kąpielowego. Nie zachował się żaden nagrobek.
W latach 80. XX wieku przeprowadzono prace porządkowe na kirkucie. Wystawiono wówczas obelisk pamiątkowy z tablicą ku czci Żydów pomordowanych przez Niemców w latach II wojny. Cmentarz żydowski w Wieluniu znajduje się w dzielnicy Kijak.